# Urolophus armatus
Urolophus armatus é uma espécie de peixe da família Urolophidae.
É endémica da Papua-Nova Guiné.
Está ameaçada por perda de habitat.